# Valentina Prevolnik Rupel
Valentina Prevolnik Rupel, slovenska ekonomistka in političarka; * 1971, Ljubljana.
Je trenutna ministrica za zdravje.

## Izobrazba
Valentina Prevolnik Rupel je po izobrazbi diplomirana ekonomistka. Leta 2008 je doktorirala na Ekonomski fakulteti v Ljubljani z disertacijo Vpliv kvalitete življenja na postavljanje prioritet in na učinkovitost alokacije sredstev v zdravstvu.

## Kariera
Kot raziskovalka in znanstvena svetnica dela na Inštitutu za ekonomska raziskovanja v Ljubljani, v okviru katerega se je udeležila številnih konferenc in srečanj na temo zdravstva. Predava tudi na DOBA Fakulteti za uporabne poslovne in družbene študije Maribor.
Od januarja 2023 je članica Strateškega sveta za zdravstvo, ki ga vodi kirurg Erik Brecelj. Svet pripravlja predloge in strokovne usmeritve za prenovo zdravstvenega sistema. V preteklosti je že delovala kot svetovalka ministra za zdravje ter svetovalka generalnega direktorja zavoda ZZZS.

### Državna sekretarka
13. julija 2023 jo je 15. vlada Republike Slovenije imenovala za državno sekretarko na Ministrstvu za zdravje, ki ga je, po odstavitvi zdravstvenega ministra Danijela Bešiča Loredana kot vršilec dolžnosti prevzel premier Robert Golob.

### Ministrica za zdravje
3. oktobra 2023 jo je premier Golob predlagal za novo ministrico za zdravje Republike Slovenije. Na tiskovni konferenci je poudarila, da bodo njene prednostne naloge »dostopnost do kakovostnega zdravstvenega varstva, vzdržnost financiranja in opredelitev košarice pravic«. Matični odbor Državnega zbora jo je spoznal kot ustrezno kandidatko 10. oktobra, z 11 glasovi za in petimi proti, v Državnem zboru pa je prisegla 13. oktobra 2023.